# Préveza
|  | Per a altres significats, vegeu «Preveza». |

Préveza, Preveza o Prévesa és una ciutat de l'Epir al nord-oest de Grècia, situada a la boca del Golf d'Ambràcia. És la capital de la Prefectura de Préveza, que és part de la Perifèria de l'Epir (regió administrativa). Un túnel immergit, completat el 2002, que va entre Préveza i Àccium, connecta la ciutat a l'Acarnània occidental a la regió d'Etòlia-Acarnània. Les ruïnes de l'antiga ciutat de Nicòpolis de l'Epir són a 7 km al nord de la ciutat. Dins de municipi de Preveza hi ha les ruïnes de cinc ciutats antigues o ciutadelles: Nicòpolis, Berenice, Kassope, Elàtria i Trikastron. El 2001 la municipalitat tenia 29.918 habitants en una superfície de 381,6 km², i el 2011 la unitat municipal té 17.724 habitants i 66,8 km² de superfície.

## Etimologia
El nom Preveza és d'etimologia incerta. Hi ha tres versions sobre l'origen de paraula Πρέβεζα;: 
1. Podria venir de la paraula antiga eslava perevoz que significa "travessia, passatge" (Diogenes Charitonos i Fyodor Uspeski).[1] o
2. De la paraula antiga albanesa prevëzë-za, que vol dir "transport" (Petros Fourikis i Konstantinos Amantos),.[1] o
3. Del llatí prevesione, que vol dir manutenció o vitualles (Max Vasmer, Peter Schustall, Johannes Conter),.[2]

## Municipalitat
El municipi actual de Préveza es va formar durant la reforma de govern municipal del 2011, per la fusió de 3 anteriors municipis, que van esdevenir unitats municipals constituents:.
- Luros (Ano Rachi, Kotsanopoulo, Luros, Neo Sfinoto, Oropos, Revmatia, Skiadas, Stefani, Trikastro, Vrysoula)
- Préveza (Flampoura, Michalitsi, Mytikas, Nicòpolis, Préveza)
- Zalongo (Cheimadio, Ekklissies, Kamarina, Kanali, Kryopigi, Myrsini, Nea Sampsounta, Nea Sinopi, Riza, Vrachos)

## Història

### Antiguitat

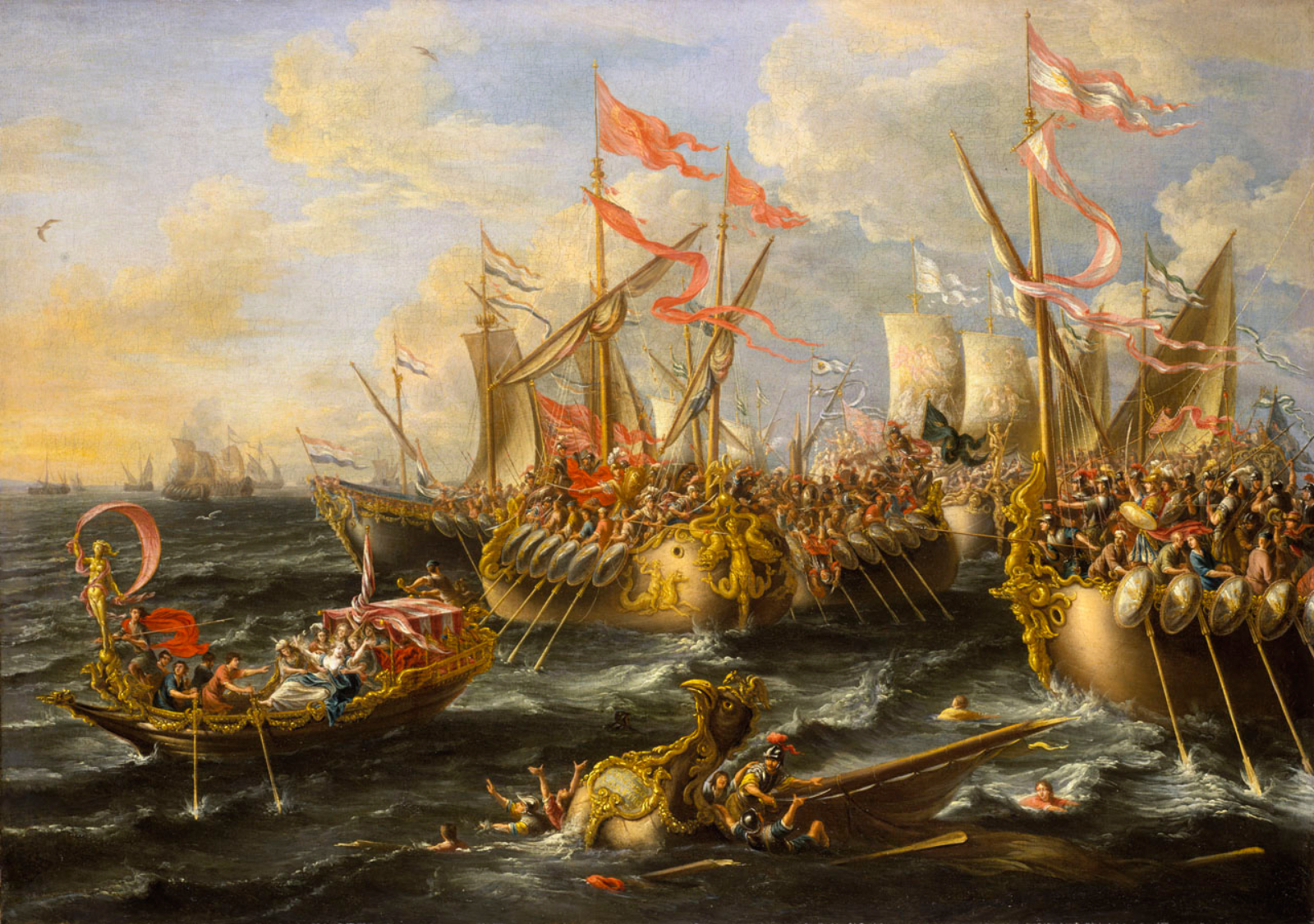
La Batalla naval d'Actium, per Lorenzo Castro (1672).

A l'antiguitat, l'àrea de Préveza estava habitada per la tribu grega del cassopis, que formaven part d'una tribu més àmplia, els thesprotis. La seva capital era la ciutat de Kassope (prop del poble actual de Kamarina. D'altra banda al districte de Luros existeix una antiga ciutat espectacular, la ciutadella de Trikastron, construïda en tres línies de muralles de defensa d'uns 9 metres d'alçada, posada al descobert el 2008.
Prop del lloc de la moderna Préveza el 290 aC el rei Pirros de l'Epir fundava la ciutat de Berenikia o Berenice, en honor de la seva sogra Berenice I d'Egipte. Avui és àmpliament acceptat que la ciutat de Berenike es trobava als turons del poble anomenat Michalitsi, després de les excavacions de Sotirios Dakaris el 1965, i la recerca i publicacions de Harry Gouvas el 2006, i 2009.
El Golf d'Ambràcia prop de Berenikia i la part propera de la Mar Jònica fou el lloc de la batalla naval d'Actium, el 2 de setembre del 31 aC en la qual les forces d'Octavi (més tard August) derrotaren les de Marc Antoni i de la reina Cleòpatra VII d'Egipte. Nicòpolis de l'Epir antiga (Nikopolis "Νικόπολις" = "ciutat de la victòria") fou construïda allí prop per commemorar la victòria d'August,. i avui es creu que tenia una població total de 150.000 habitants. L'antiga Nicòpolis hauria estat destruïda per una invasió dels uzes (ouzoi, oghuz?) el 1064-1065

### Edat mitjana

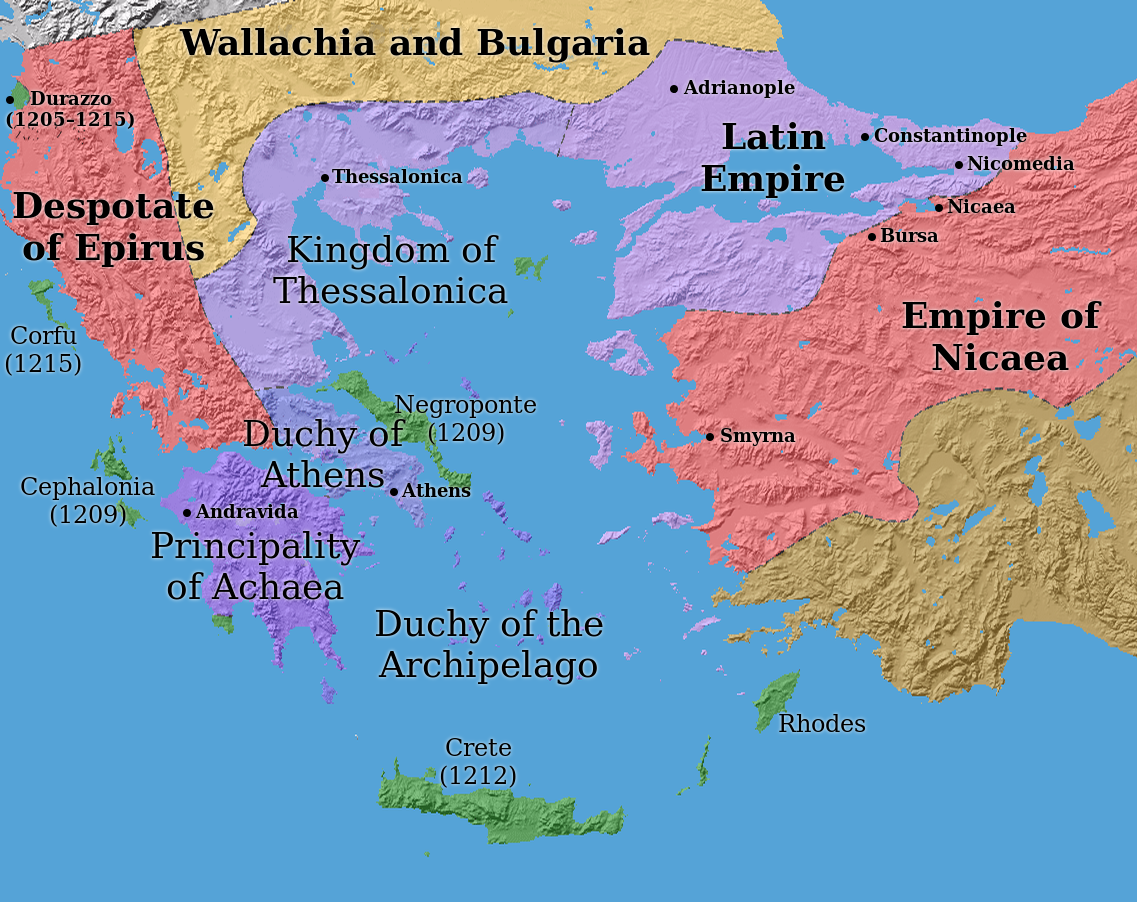
El Despotat de l'Epir (a l'esquerra, en vermell) vers 1204.

Nicopolis va restar sota dominació romana i posteriorment romana d'Orient, i també va experimentar períodes breus de domini búlgar al segle x (920-922, 977-983, 996-997). Segons una teoria, la Préveza moderna va créixer al voltant d'una posició militar (construïda al segle ix pels búlgars) després de la seva conquesta de Nicòpolis.
La ciutat és esmentada per primer cop a la Crònica de Morea de 1292 quan fou ocupada pels genovesos aliats de l'emperador romà d'Orient Andrònic II Paleòleg durant la guerra d'aquest contra el dèspota de l'Epir Nicèfor I. Tanmateix Hammond situa la fundació de Préveza en època molt posterior, al final del segle xiv, possiblement per albanesos.
Després de 1204, va quedar sota domini del Despotat de l'Epir (1204-1230, 1241-1338, 1356-1358), del Segon Imperi Búlgar (1230-1241), de l'Imperi Serbi d'Esteve Dušan (1348-1356), i del Despotat d'Arta (1358-1401). El 1401 va caure en mans dels venecians fins a la conquesta otomana.

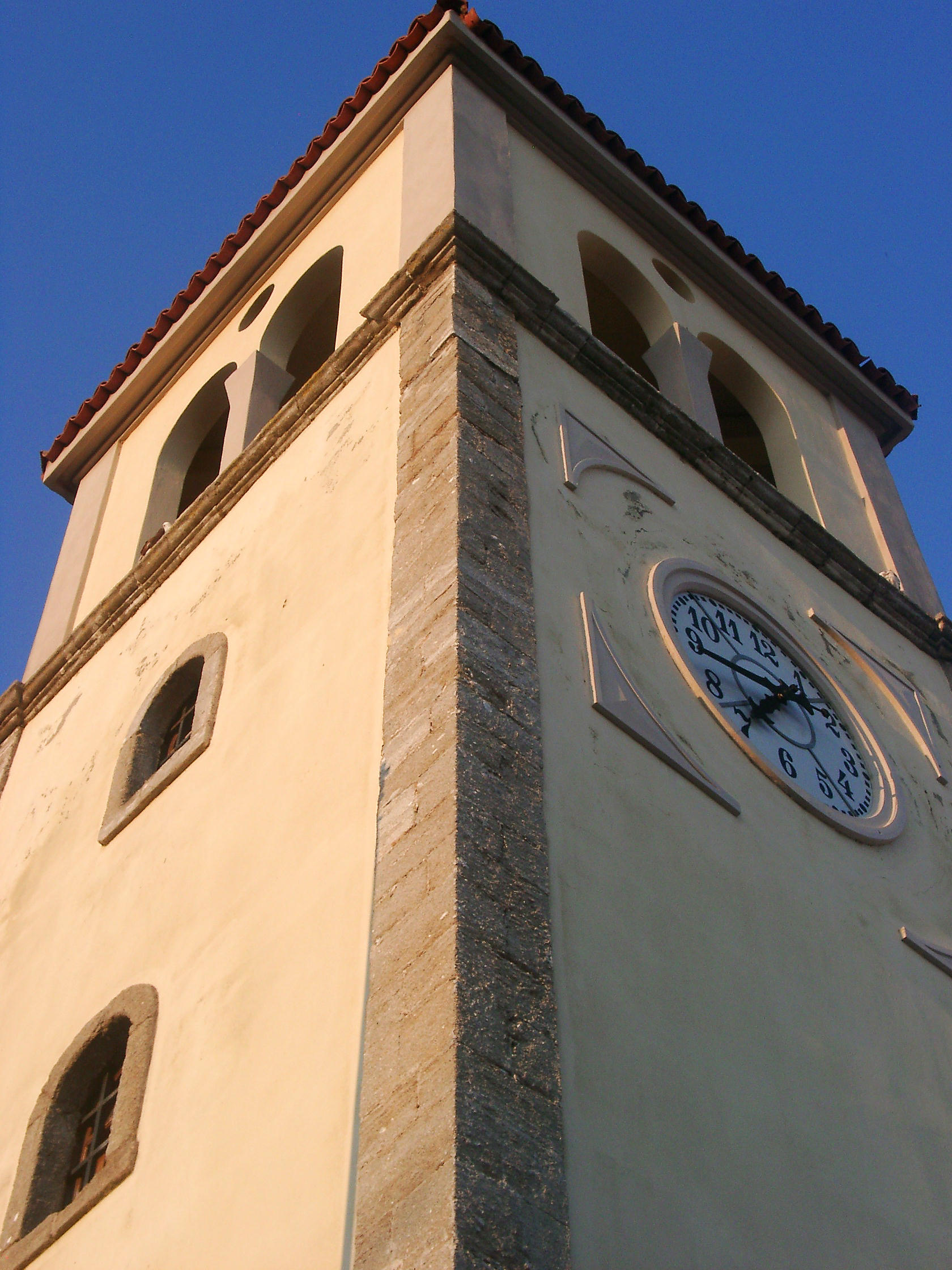
La torre del rellotge veneciana a Préveza.

### Inicis del domini otomà
La reconquesta turca de Préveza probablement ocorria en 1477 i Preveza era refundada pels otomans a finals del segle xv, amb un subsegüent enfortiment de les fortifications el 1495.
Durant el govern otomà fou la capital del sandjak de Karli Ili (que derivava el seu nom de Carles II Tocco, dèspota de l'Epir) i comprenia Etòlia i Acarnània), inicialment com a part del vilayat de Rumèlia (1499-1670) i després del vilayat de Yanina (Ioannina). Fou fortificada el 1495. En la guerra contra Venècia del 1499-1502, els venecians la van atacar però foren rebutjats. Encara que a vegades s'ha dit que fou ocupada per Venècia entre 1499 i 1500 i entre 1529 i 1530, sembla que no va ser així.
La Batalla naval de Préveza a les costes de la ciutat el 29 de setembre de 1538, va suposar una victòria de la flota otomana de Khair ed-Din Barba-rossa davant una flota cristiana aliada manada pel capità genovès Andreu Doria. Encara avui és dia de festa nacional a Turquia i també alguns submarins s'anomenen "Preveze".
La dominació otomana es va interrompre tres vegades per períodes de control venecià, el 1605, i durant la Guerra de Morea (1684-1699) i entre 1717 i 1797.
El 1779, el missioner ortodox Kosmas d'Etòlia va visitar Préveza on es diu que va fundar una escola grega, que seria l'única escola de la ciutat durant el segle xviii. Al final del segle xviii, Préveza es convertia en un centre de trànsit del comerç amb Europa occidental (especialment França), que ocasionava l'augment de la seva població a aproximadament 10.000-12.000 persones

### Anys de la Revolució francesa, la conquesta d'Ali Paixà i la massacre
Després del Tractat de Campo Formio, on Napoleó Bonaparte decretava la dissolució final de la República de Venècia, Préveza - com altres possessions venecianes a Grècia i Albània - passà a la França revolucionària. Les petites forces de l'exèrcit francès, que constaven d'aproximadament 280 granaders, arribaren a Préveza i reberen una amistosa benvinguda per part de la seva gent. Fins i tot en algunes cartes d'aquest període es pot veure que escrivien "ΠΕΑ" ("Πρώτο Ετος Απελευθέρωσης", o sigui Primer Any d'Alliberament). i formaren una milícia cívica profrancesa. (És notable que en aquest mateix moment el poeta Rigas Fereos combinava el suport per a les idees de la Revolució Francesa amb una crida a la revolta grega contra la dominació otomana, i fou interceptat i mort per les autoritats otomanes quan anava en ruta a conèixer Napoleó i directament a demanar la seva ajuda per a la causa grega).
Napoleon, tanmateix, centrava la seva atenció en una altra direcció: el llançament de la campanya francesa a Egipte i Síria, que posaria França en guerra contra l'Imperi Otomà i no considerava el destí de la petita guarnició de Préveza, exposada a la vora de territori otomà. L'octubre de 1798, el governador otomà local Alí Paixà Tepedelenli que tenia grans ambicions de fer-se un governant semiindependent, va atacar Préveza amb una força aclaparadora.
En la Batalla de Nicòpolis el 12 d'octubre de 1798 el 7000 soldats turcs i albanesos d'Ali Paixà i el seu fill Mukhtar aclapararen completament els 280 granaders francesos i els seus aliats locals (200 Guàrdies Civils de Préveza i 60 guerrers suliotes sota el comandament del capità Christakis.
Els dos següents dies, 13-14 octubre de 1798, va tenir lloc a Préveza i al Port Salaora (Golf d'Ambràcia) una massacre de les forces franceses i la població grega local que defensaven la ciutat, massacre que va començar abans que Ali Paixà no arribés a Preveza el 13 d'octubre, però que va continuar també en la seva presència. L'anomenada "Matança de Preveza" ("Χαλασμός; της Πρέβεζας") és encara recordada com a esdeveniment notori en la història grega.
El 14 d'octubre, Ali Paixà feia una crida als ciutadans de Préveza que s'havien escapat a les muntanyes d'Acarnània perquè retornessin a la ciutat, i els va dir que no corrien perill. Tanmateix, al seu retorn, 170 d'ells foren executats per l'espasa a la duana del Port Salaora.
Molts presos que sobrevisqueren a la massacre moriren per les dificultats de la ruta a Ioànnina. En el retorn i recepció de les seves tropes victorioses, que Ali Paixà va organitzar a Ioannina, als supervivents grecs i francesos se'ls atorgà el desagradable paper de caminar al cap de la processó, portant el caps tallats dels seus companys, sota els crits i esbroncades dels residents turcs i albanesos de Ioannina.
Nou granaders francesos de Ioannina foren capturats i dos oficials foren enviats encadenats a Istanbul per ser interrogats. Un d'ells, el capità Louis-Auguste Camus de Richemont, fou més tard alliberat, possiblement per mediació de la mare de Napoleó Bonaparte, Marie Letitsia Bonaparte, i finalment arribà a general. La tradició popular relaciona aquests fets amb el diamant de Kaşıkçı, un dels tresors principals del Palau de Topkapı.
Tot i que Préveza romangué sota domini otomà durant més d'un segle, aquests esdeveniments jugaren un paper important en el desenvolupament de nacionalisme grec cap a la Guerra d'independència de Grècia que esclataria tres dècades més tard.

### Domini otomà alseglexix
El període des de 1798-1822 s'anomena "segon període d'ocupació otomana", quan va quedar sota el govern d'Alí Paixà Tepedelenli que fou semi independent (en mig del 1800 al 1807 el control va estar en mans directes del govern otomà pel tractat russo-turc de 1800). Després de la seva mort tràgica el 1822 a Ioannina, Préveza entrava al "tercer període d'ocupació otomana", en que el domini del govern d'Istanbul fou més directe, i que va durar fins a 1912.
El 1835 l'activitat educativa a la ciutat es reanimava amb la fundació d'una nova escola grega, el Theophaneios, del nom del seu patrocinador, Anastassios Theophanis. En les dècades següents aquesta escola es convertiria en un centre d'educació en l'àrea circumdant i el 1851 també allotjaria una escola de noies i una escola d'ensenyament secundari.
En la part final del segle xix, Préveza - com la totalitat de l'Epir - es va embolicar en les conflictives reclamacions de nacionalistes grecs i albanesos. Això arribava al punt culminant arran de la Guerra Russoturca de 1877-1878, quan els canvis territorials a les terres fins aquí otomanes dels Balcans, van entrar en l'agenda.
El Congrés de 1878 de Berlín va ignorar les demandes del nacionalisme albanès acabat de néixer (l'Otto Von Bismarck d'Alemanya fins i tot proclamava que no existia una nació albanesa). El nacionalisme grec estava establert de feia més temps en l'escena europea, i segons el tractat de Berlín (1878) Préveza era cedida per l'Imperi Otomà al Regne de Grècia.
D'altra banda, l'albanesa Lliga de Prizren manifestava fortes objeccions a les posicions gregues a través de la seva branca local, el Comitè Albanès de Preveza.
De l'11 al 13 gener de 1879, 400 representants albanesos - 200 dels quals eren txams i labs i 200 eren albanesos del nord - es reuniren a Préveza per assistir a l'"Assemblea de Préveza" (en albanès Kuvendi i Prevezës) organitzada per la Lliga de Prizren i el seu comitè local. L'assemblea decidia crear comitès de pressió política a per aturar la cessió de l'Epir (Cameria pels albanesos) per l'Imperi Otomà a Grècia
La demarcació final de la frontera va tenir lloc a Preveza, amb delegats de Grècia i l'Imperi Otomà que es trobaren a la ciutat el 6 de febrer de 1879. Part de la població es va manifestar demanant que no hi hagués cap demarcació dins de l'Epirus. El 28 de febrer de 1879, quaranta-nou delegats que representaven la població albanesa de l'Imperi Otomà signaven una petició a Préveza, amb una amenaça d'evitar per les armes eviten una annexió de Préveza a Grècia.
Finalment les protestes albaneses prevalgueren i només Arta s'incorporava a Grècia, restant Préveza i la resta de l'Epir sota l'Imperi Otomà de moment. les ambicions nacionals gregues eren apaivagades pels otomans que cediren Tessàlia, en la qual els albanesos no tenien gens d'interès. Les reclamacions gregues sobre Préveza romanien tanmateix en vigor, i tornarien a primer pla altra vegada en eles Guerres Balcàniques tres dècades més tard.
Després de la delineació de fronteres, l'imperi Otomà canvià el governador de Préveza i n'assignà un des de Gjirokastër, per tractar amb les activitats nacionalistes de la població albanesa de Préveza, dirigida per Abdyl Frashëri.

### Època contemporània
La ciutat va restar sota control otomà fins que finalment fou ocupada per l'exèrcit grec el 21 d'octubre de 1912, durant el Primera Guerra Balcànica. La ciutat era alliberada (segons els grecs) després de la Batalla de Nicòpolis, per les forces gregues manades pel coronel Papagiotis Speliades. Una guarnició de la 8a Divisió d'Infanteria grega va estacionar al desembre a la ciutat.
Més tard en la mateixa guerra, el 8 de febrer de 1913, els habitants de Préveza van estar implicats en el primer cas en la història universal d'un pilot de combat que era abatut en combat. El pilot rus N. de Sackoff, que volava per als grecs, queia a terra prop de la ciutat després de bombardejar les muralles de Fort Bizani amb el seu biplà. Amb l'ajuda de ciutadans locals va poder reparar el seu avió i continuar vol altra vegada fins a la base. Mesos després va arribar a Préveza el fotògraf suís Frederic Boissonnas, i moltes fotografies d'aquest període estan disponibles avui. Préveza junt amb la resta d'Epir del sud, formalment es convertia en part de Grècia mitjançant el Tractat de Londres (1913).
Junt amb la resta de Grècia, fou ocupada per Itàlia (1941-1943) i Alemanya (1943-1944) durant la Segona Guerra Mundial. Després de la sortida de la Wehrmacht de Préveza, el setembre de 1944, tingué lloc a la regió una part de la Guerra Civil Grega, i es van lliurar combats durant 16 dies, coneguts com el combat de Préveza.
Actualment Préveza és un port comercial i centre turístic, i es beneficia de la seva proximitat a l'aeroport d'Aktion i a l'illa de Lefkada, una destacada destinació turística.
El túnnel immergit d'Aktio-Preveza, un treball important d'infraestructura per a la que havia estat tradicionalment una regió remota i subdesenvolupada, es va inaugurar el 2002 i connecta Preveza amb Àccium (Άκτιο, Aktio) a la costa del sud del Golf d'Ambràcia, i escurça en gran manera la distància del viatge a Lefkada.

## Llocs notables

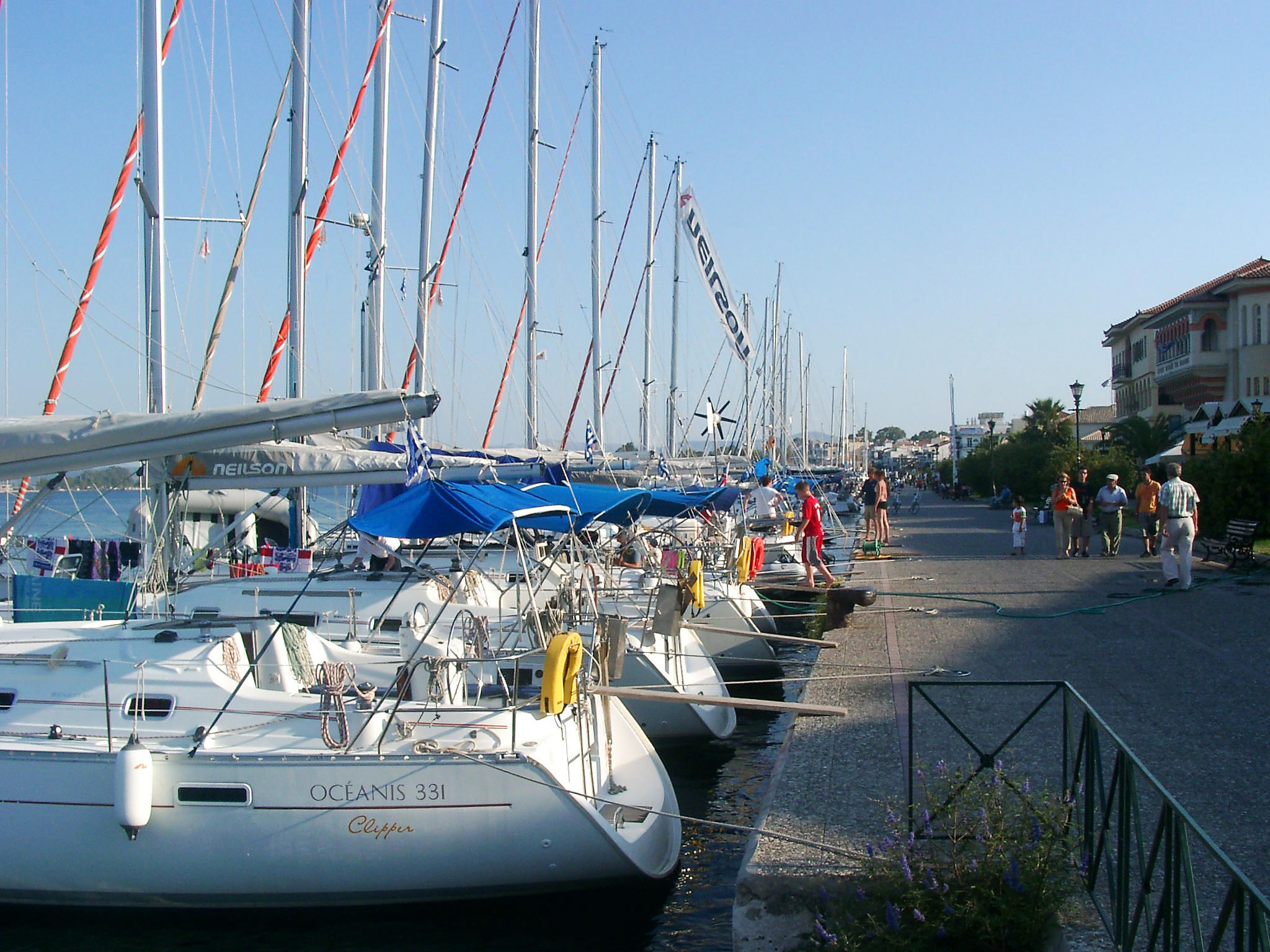
Vista del passeig

Dins de la nova municipalitat de Préveza hi ha molts llocs per visitar, paisatges i ciutats històriques. Al llibre "History of Preveza Prefecture" (Fustigui Gouvas, 2009) està disponible l'índex de llocs.:
- Àrea de l'antiga Nicòpolis de l'Epir (muralles, basílica d'Alkisson, Basílica de Dometius, ODEÓ ROMÀ, NYMPHEUM, banys romans, cementiri, teatre, Monument d'August, estadi romà, Vil·la romana de Mani Antoni, etc.)
- Ciutadella de Kassopi (400 aC), a 25 km de Préveza.
- Ciutadella de Trikastron (700 - 300 aC), a 30 km de Préveza.
- Ciutat de Berenice (a vegades Verenice), turons del poble de Michalitsi (270 aC).
- Museu Arqueològic de Nicòpolis (2009).
- Església de St. Charalampos (1715-1793).
- Església de St. Varnavas.
- Església de St. Avassos.
- Estàtua d'Elevthérios Venizelos a la plaça central de Préveza.
- Bosc de Lekatsas al poble de Myrsini.
- Fortalesa de Laskara, del període d'Ali Pasha (1810).
- Fortalesa de Pantokrator, període d'Ali Pasha (1810).
- Fortalesa de St. Andreas, període venecià (1701-1717) i otomà (1810).
- Fortalesa de St. Jordi (1718).
- Fortalesa de Reniassa (o Fortalesa de Despo) a Riza (1280).
- Església del profeta Sant Elies (1780).
- Túnel Immergit de Préveza - Aktion (2002).
- Kostas Karyotakis, estàtua i última residència.
- Platja Monolithi i Bosc de Monolithi.
- Banc Nacional de Grècia (1931).
- Estàtua de Odysseus Androutsos
- Banys otomans d'Ali Pasha.
- Seytan Pazar, carrer tradicional.
- Port de St. Tomas.
- Torre del Rellotge Veneciana de Préveza
- Monument de Zapalongo

## Estadística històrica de població
| Any  | població de la ciutat | població de la municipalitat |
| ---- | --------------------- | ---------------------------- |
| 1981 | 13.624                | -                            |
| 1991 | 13.341                | 16.886                       |
| 2001 | 16.321                | 19.605                       |

## Agermanaments
Préveza és un membre fundador del Douzelage, un agermanament únic de 24 ciutats de part a part de la Unió Europea. Aquest agermanament va començar el 1991 i hi ha esdeveniments regulars, com un mercat de produccions dels productes de les altres i festivals. Les discussions per la seva afiliació estan en curs amb tres ciutats més llunyanes (Agros a Xipre, Škofja Loka a Eslovènia, i Tryavna a Bulgària).
- Altea, Espanya - 1991
- Bad Kötzting, Alemanya - 1991
- Bellagio, Itàlia - 1991
- Bundoran, Irlanda - 1991
- Granville, França - 1991
- Holstebro, Dinamarca - 1991
- Houffalize, Bèlgica - 1991
- Meerssen, Països Baixos - 1991
- Niederanven, Luxemburg - 1991
- Sesimbra, Portugal - 1991
- Sherborne, Regne Unit - 1991
- Karkkila, Finlàndia - 1997
- Oxelösund, Suècia - 1998
- Judenburg, Àustria - 1999
- Chojna, Polònia - 2004
- Kőszeg, Hongria - 2004
- Sigulda, Letònia - 2004
- Sušice, Txèquia - 2004
- Türi, Estònia - 2004
- Zvolen, Eslovàquia - 2007
- Prienai, Lituània - 2008
- Marsaskala, Malta - 2009
- Siret, Romania - 2010